# Marta Leśniakowska
Marta Leśniakowska (ur. 10 listopada 1950) – polska historyczka sztuki i teorii architektury, profesor w Instytucie Sztuki PAN.

## Życiorys
Zajmuje się historią, teorią i krytyką sztuki XIX–XXI wieku, metodologią historii sztuki oraz architekturą i fotografią XIX–XXI wieku. Kierownik Studium Doktoranckiego w IS PAN. Sekretarz Rady Naukowej IS PAN. Członek Społecznej Rady Ochrony Dziedzictwa Kulturowego przy Prezydencie m.st. Warszawy (od 2004), Rady Programowej Narodowej Galerii Sztuki „Zachęta”, Zarządu Fundacji „Profile”, Stowarzyszenia „Liber Pro Arte”, Rady ds. zabytkowego kampusu Szkoły Głównej Handlowej przy JM Rektorze SGH. Członek naukowych gremiów (m.in. MNiSW, NCN, Fundacji na Rzecz Nauki Polskiej). Profesor wizytujący m.in. w Instytucie Historii Sztuki Uniwersytetu Warszawskiego, Artes Liberales, Akademii Sztuk Pięknych, Polsko-Japońskiej Akademii Technik Komputerowych. Publikuje m.in. w „Tekstach Drugich”, „Kontekstach”, „Modusie”, „Biuletynie Historii Sztuki”, „Roczniku Historii Sztuki”, „Nowych Książkach”, krajowych i zagranicznych publikacjach zbiorowych.
Odznaczona przez Ministra Kultury i Dziedzictwa Narodowego srebrnym Medalem Zasłużona Kulturze Gloria Artis (2014).
Obok pracy naukowej zajmuje się krytyką artystyczną i fotografią (udział w wielu wystawach w kraju i za granicą, uzyskując szereg nagród, prace w zbiorach prywatnych i w publicznych, w tym m.in. w Muzeum Narodowym we Wrocławiu).

## Książki
Lista wybranych książek:
- "Polski dwór" – wzorce architektoniczne, mit, symbol, wyd. 1. Warszawa 1992, wyd. 2. poprawione uzup., streszczenie ang., Warszawa 1996 (wyd. IS PAN)
- Co to jest architektura? Warszawa 1996, ss. 132, wyd. 1.
- Architekt Jan Koszczyc Witkiewicz (1881–1958) i budowanie w jego czasach, Warszawa 1998 ss. 400, il. 450.
- Architektura w Warszawie, Warszawa 1998; wyd. 2 poprawione 2000, wyd. 3 popr. 2005
- Architektura w Warszawie. Lata 1918–1939, Warszawa 2000, wyd. 2: 2002, wyd. 3: 2005
- Architektura w Kazimierzu Dolnym i Janowcu, Warszawa 2001
- Architektura w Warszawie. Lata 1989–2001, Warszawa 2002
- Architektura w Warszawie. Lata 1945–1965, Warszawa 2003
- Architektura w Warszawie. Lata 1965–1989, Warszawa 2005;